# Agrilus muticus
Agrilus muticus es una especie de insecto del género Agrilus, familia Buprestidae, orden Coleoptera.
Fue descrita científicamente por LeConte, en 1858.